# 10BROAD36

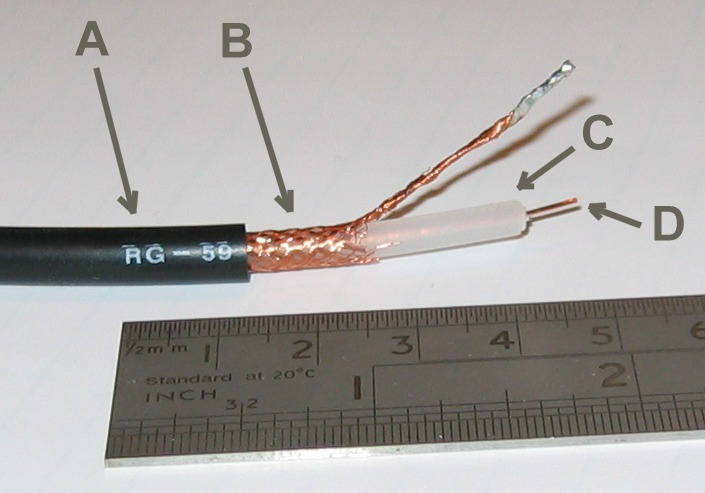
Exemple de câble coaxial flexible 75 ohms (type RG-59).

10BROAD36 est un standard de liaison Ethernet (aujourd'hui obsolète) créé en 1985 et mis au point par le groupe de travail IEEE 802.3b du sous-comité de standardisation IEEE 802.3. Celui-ci permet la transmission de données jusqu'à un débit de 10Mbit/s sur du câble coaxial 75 ohms (Type CATV) et sur une longueur pouvant atteindre 3600 mètres.

## Description

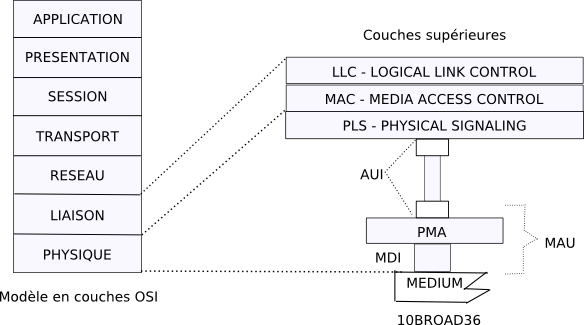
Couches 10BROAD36

10BROAD36 est décrit dans la clause 11 du standard Ethernet. Celle-ci définit les caractéristiques mécaniques, électriques et fonctionnelles du MAU (Medium Attachment Unit) et spécifie un type de media offrant une transmission en mode large bande pour les réseaux locaux avec du câble coaxial.
Les principales caractéristiques du MAU sont les suivantes :
- permettre le déploiement de réseaux à large bande utilisant une liaison filaire par câble coaxial dont la longueur ne dépasse pas 3600 mètres ;
- fournir une MAU à large bande qui détecte les collisions dans les modes transmission et réception ;
- fournir une MAU à large bande qui requiert une transmission dont la largeur de la bande passante ne dépasse pas 18 MHz ;
- définir une interface physique qui peut-être mise en œuvre indépendamment des fabricants de matériel afin d'atteindre les objectifs de compatibilité d'interconnexion en mode large bande ;
- fournir un canal de communication capable de coexister avec d'autres canaux sur le même support physique.